# Mesocrambus
Mesocrambus és un gènere d'arnes de la família Crambidae.

## Taxonomia
- Mesocrambus canariensis Ganev, 1987
- Mesocrambus candiellus (Herrich-Schäffer, 1849)
- Mesocrambus tamsi Bleszynski, 1960